# Zapatos papales

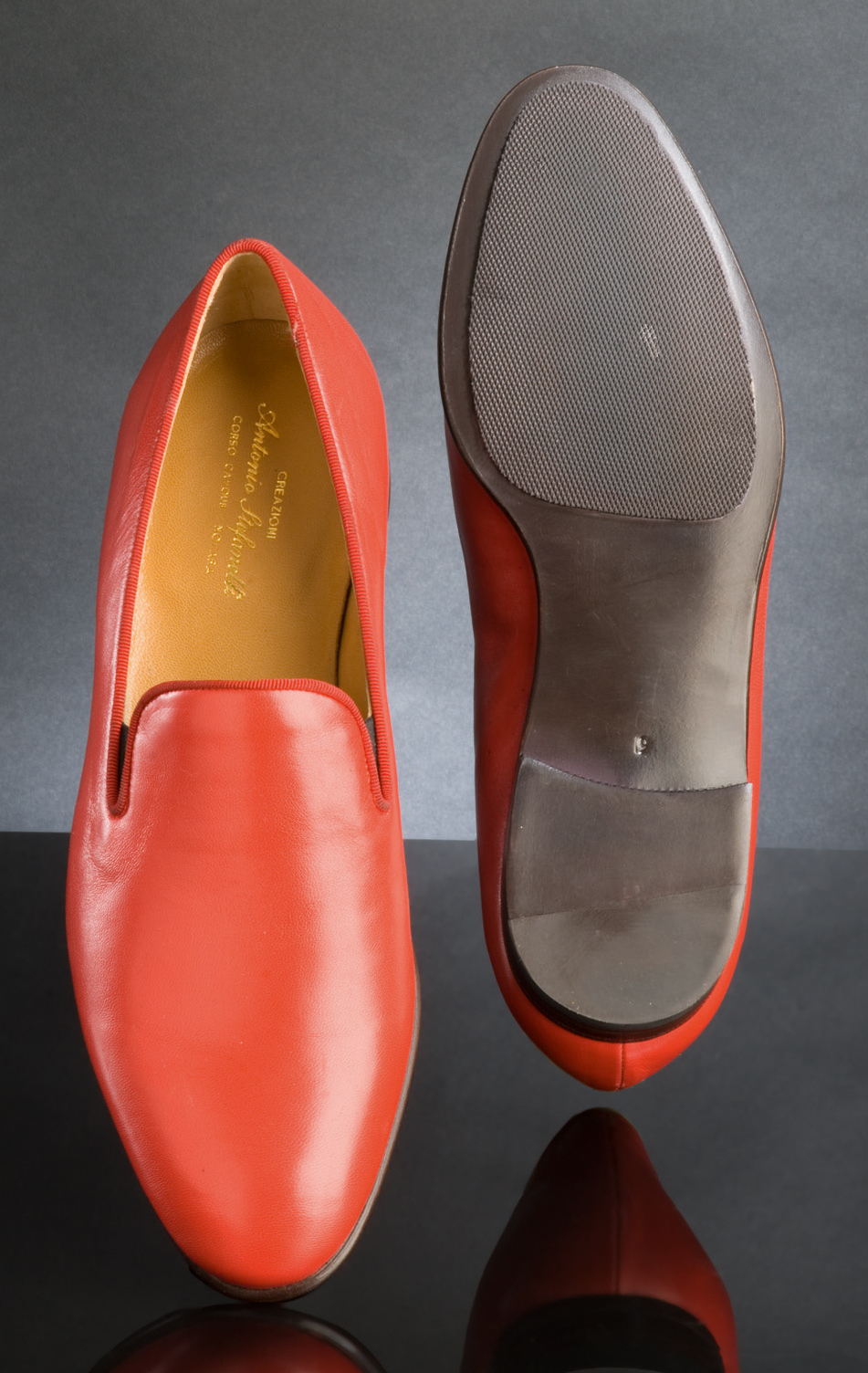
Un par de mocasines rojos, fabricados por el zapatero papal Adriano Stefanelli, de Novara, usados por el papa Benedicto XVI. Colección Philippi.

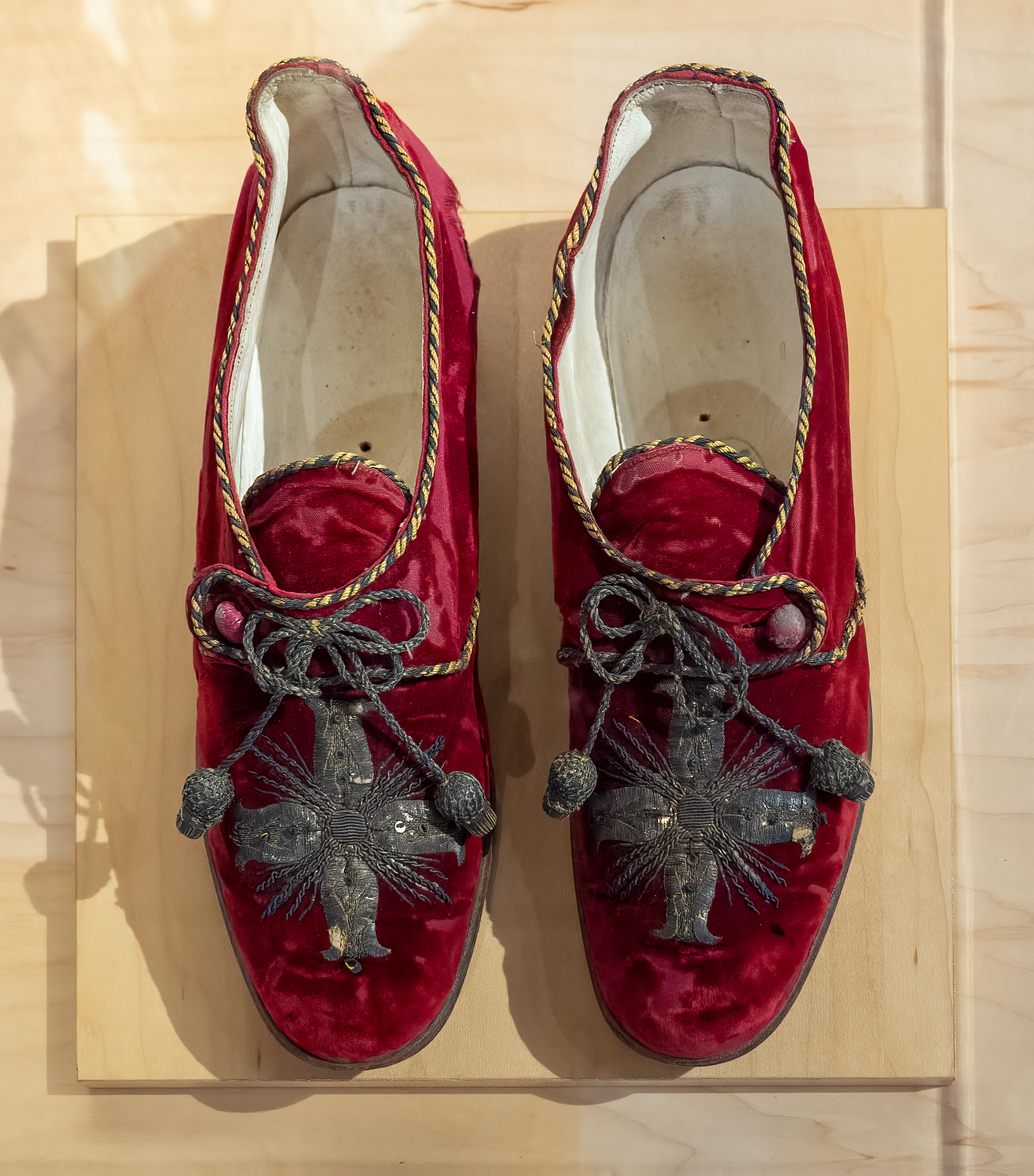
Zapatos usados por el papa Benedicto XV en el Museo Bata Shoe.

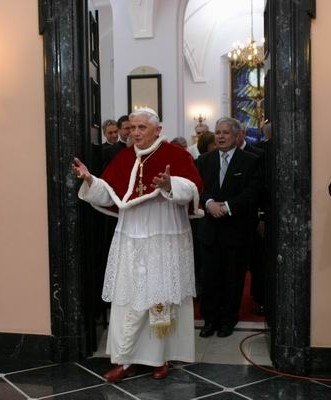
El papa Benedicto XVI con los zapatos papales de cuero rojo.

Los zapatos papales son los zapatos de cuero rojo que usa el papa para exteriores. Se distinguen de las pantuflas papales para interiores o de las sandalias episcopales, que son el calzado litúrgico propio de todos los obispos católicos ordenados de la Iglesia latina.

## Historia
Como muchos nobles, el papa usaba pantuflas (pantofole) dentro de sus residencias y zapatos de cuero en el exterior. Las zapatillas papales de interior estaban hechas de terciopelo rojo o seda y estaban profusamente decoradas con galones dorados, con una cruz dorada en el medio.
A lo largo de la historia de la Iglesia, el color rojo ha sido elegido deliberadamente para representar la sangre de los mártires católicos derramada a lo largo de los siglos siguiendo los pasos de Cristo. Los zapatos papales rojos también están vinculados a los pies ensangrentados de Cristo mientras era pinchado, azotado y empujado a lo largo de la Vía Dolorosa en su camino a su crucifixión, culminando con la perforación de sus manos y pies en la cruz. Los zapatos rojos también simbolizan la sumisión del papa a la autoridad máxima de Jesucristo. Además de esto, se dice que los zapatos papales rojos también significan el amor ardiente de Dios por la humanidad, como se exhibió durante Pentecostés, cuando se usan vestimentas rojas para conmemorar el descenso del Espíritu Santo sobre los apóstoles mientras lenguas de fuego descansan sobre sus cabezas.
Los zapatos papales, junto con el camauro, la muceta papal y el tabarro, son los únicos restos del antiguo color rojo de las vestimentas papales. El papa Pío V (1566-1572), que era dominico, cambió el color papal a blanco al continuar usando el color blanco de su orden religiosa dominica, y ha permanecido así desde entonces.

### Desde 1950
Antes de 1969, el papa, como todos los obispos y prelados, usaba sandalias episcopales durante la Misa. El color de las sandalias episcopales variaba para coincidir con el color litúrgico de la Misa.
Los zapatos de exterior papales estaban hechos de cuero marroquí rojo liso y tenían una cruz ancha con galón dorado. La cruz una vez se extendió a través del zapato y hasta la suela. En el siglo XVIII se acortaron los extremos de la cruz, como muestra la fotografía de los zapatos de Pío VII. Este tipo de zapato de vestir antiguo tiene una suela muy fina y a veces se le llama pantofola liscia o pantufla lisa.
Después de 1958, el papa Juan XXIII añadió hebillas de oro a los zapatos papales de exterior, haciéndolos similares a los zapatos rojos que usaban los cardenales fuera de Roma. El papa Pablo VI eliminó la cruz de oro y suspendió por completo la costumbre de besar el pie papal. En las fotografías de su viaje a Jerusalén en 1964 se puede ver a Pablo VI llevando zapatos con hebillas rojas. En 1969, Pablo VI abolió las hebillas de todos los zapatos eclesiásticos, que se habían exigido habitualmente en la Corte Papal y para los prelados . También suspendió el uso de las pantuflas papales de terciopelo para interiores y de la muceta y los zapatos pascuales. Pablo VI usó zapatos de cuero rojo sencillos durante el resto de su pontificado. El papa Juan Pablo I, que fue papa durante sólo 33 días, continuó usando los mismos zapatos de cuero rojo que usaba Pablo VI. Al principio de su pontificado, el papa Juan Pablo II usaba zapatos rojos, aunque más tarde adoptó el color burdeos. Pablo VI, Juan Pablo I y Juan Pablo II fueron enterrados con los zapatos papales de cuero rojo.
El papa Benedicto XVI restableció el uso de los zapatos papales rojos, que fueron proporcionados por su zapatero personal, Adriano Stefanelli de Novara. En 2008, el papa Benedicto XVI también restauró el uso de la muceta pascual de seda damasco blanca, que anteriormente se usaba con zapatillas de seda blanca.
El papa Francisco optó por usar zapatos negros, renunciando a la tradición para su pontificado.